# 터보 어셈블러
터보 어셈블러 (Turbo Assembler)는 볼랜드 사에서 개발한 어셈블러로서 16- 또는 32-비트 x86 MS-DOS 또는 마이크로소프트 윈도우에서 실행되는 코드를 만든다. 이것은 볼랜드의 고급 프로그래밍 언어 컴파일러들 (터보 파스칼, 터보 베이직, 터보 C 그리고 터보 C++)과 함께 사용될 수도 있다. 터보 어셈블러 패키지는 터보 링커와 함께 나오며 터보 디버거와도 상호 교환 가능하다. TASM은 MASM 모드를 사용해 마이크로소프트 매크로 어셈블러 (MASM) 소스를 어셈블할 수 있으며 더 강화된 ideal 모드도 존재한다. 객체 지향 프로그래밍은 버전 3.0부터 지원됐다. 최근 버전은 1996년에 나온 5.4이며 2010년까지 패치되었다; 이것은 아직까지도 델파이와 C++빌더와 함께 제공된다.
TASM 자체는 16비트 프로그램이다; 이것은 16비트 도는 32비트 버전의 윈도우에서 돌아가며 같은 버전의 코드를 만들어 낸다.
볼랜드 터보 어셈블러 5.0 패키지는 3개의 작은 책들과 함께 3.5인치 3개의 디스켓들로 제공된다.

## 예시
'Merry Christmas!'를 보여주는 터보 어셈블러 프로그램:
```
.model
 
small

.stack
	
100h

.data

msg
	
db
 
"Merry Christmas!"
,
'$'

.code

main
	
proc

	
mov
	
ax
,
 
@
data

	
mov
	
ds
,
 
ax

	
mov
	
dx
,
 
offset
 
msg

	
mov
	
ah
,
 
9

	
int
	
21h

	
mov
	
ax
,
 
4c00h

	
int
	
21h

main
	
endp

end
	
main

```

## 같이 보기
- 어셈블러 비교
- A86 - TASM과 동시대의 것.
- MASM - TASM과 동시대의 것.
- FASM - 더 최근에 나온 x86 어셈블러.